# I'm Your Man (film)
Pour les articles homonymes, voir I'm Your Man.
Pour plus de détails, voir Fiche technique et Distribution.
I'm Your Man (Ich bin dein Mensch) ou L'Homme idéal au Québec, ou Je suis ton homme lors de diffusions à la télévision, est un film allemand réalisé par Maria Schrader et sorti en 2021. C'est l'adaptation d'une nouvelle d'Emma Braslavsky.
Le film est présenté en sélection officielle à la Berlinale 2021 où Maren Eggert obtient l'Ours d'argent de la meilleure actrice.

## Synopsis
Berlin, dans un futur proche : la scientifique Alma (Marren Eggert) travaille au Musée du Proche-Orient. Elle se laisse convaincre de participer à un essai afin d'obtenir des fonds de recherche pour son travail sur les inscriptions cunéiformes sumériennes. Pendant trois semaines, elle doit cohabiter avec Tom (Dan Stevens), un robot humanoïde de l'entreprise Terrareca. Grâce à son intelligence artificielle (IA), il sera entièrement programmé en fonction du caractère d'Alma et de ses besoins. Tom doit incarner l'époux parfait pour Alma, dont, jusqu'ici, la vie se résumait à la recherche scientifique.
Alma ramène Tom chez elle. La gaieté et la prévenance peu naturelles de Tom, ses conseils détaillés, ainsi que ses phrases étranges irritent Alma et la rebutent à la fois. Le fait que Tom nettoie son appartement sans qu'elle le lui demande et ses tentatives de créer des moments romantiques n'aident pas non plus. Rapidement, elle lui fait comprendre qu'elle n'est pas intéressée par une relation et qu'elle ne fait que remplir sa mission de testeur de produits. Une tentative de médiation de la part d'une employée de Terrareca échoue, d'autant plus qu'Alma découvre que c'est également un robot.
Avec le temps, Tom, ou tout au moins son IA, s'adapte à Alma. Il n'essaie plus de lui plaire sans cesse. Ainsi, il refuse à Alma, alcoolisée, les rapports sexuels qu'elle exige. Par ailleurs, il prévient Alma que ses recherches ont déjà été l'objet d'une étude universitaire sud-américaine, ce qui rend totalement insignifiant l'article auquel Alma et son équipe s'adonnaient depuis plusieurs années. Lors d'une excursion à la campagne, ils se rapprochent et commencent, comme le suggère le prestataire, à s'inventer un passé commun. Ce bref bonheur est terni par une rencontre avec l'ex-compagnon d'Alma : Julian (joué par Hans Löw), dont la nouvelle compagne est enceinte. Alma a elle-même perdu un bébé pendant sa relation avec Julian et se sent rejetée par cette nouvelle situation. Après un désaccord avec Tom à ce sujet, elle s'enfuit. Tom la cherche, jusqu'à ce qu'ils se retrouvent, nuitamment et subrepticement, au musée de Pergame.

### Dénouement
Après la seule nuit passée ensemble, Alma décide d'interrompre l'essai et demande à Tom de partir. Lorsqu'elle change d'avis peu après, il a disparu. Après l'abandon de l'essai, Alma rédige un avis dans lequel elle se prononce contre les partenaires humanoïdes. Elle rencontre ensuite un homme ayant participé à l'étude, qui lui fait part de son bonheur de vivre avec l'IA féminine programmée à son intention. Alma se rend à Kongsmark, au Danemark, où elle avait passé des vacances et où elle avait vécu son premier amour de jeunesse qui n'avait pas été comblé. Tom l'y a précédée et l’attend depuis trois jours, assis sur une table de ping-pong. Alma s'allonge alors sur l’autre partie de la table, au même endroit que lors de son adolescence. Elle raconte qu'à l'époque, elle s'imaginait souvent que le garçon dont elle était amoureuse était tout près d'elle. Chaque fois qu'elle ouvrait les yeux, cette illusion disparaissait.

## Fiche technique
Sauf indication contraire, les informations mentionnées dans cette section peuvent être confirmées par la base de données cinématographiques IMDb,  présente dans la section « Liens externes ».
- Titre original : Ich bin dein Mensch
- Titre français : I'm Your Man (sortie en salles en France)
- Autre titre français : Je suis ton homme (diffusion à la télévision)
- Réalisation : Maria Schrader
- Scénario : Jan Schomburg et Maria Schrader, d'après la nouvelle d'Emma Braslavsky
- Décors : Katja Luger
- Architecte à la décoration : Cora Pratz
- Costumes : Anette Guther
- Photographie : Benedict Neuenfels
- Montage : Hansjörg Weißbrich
- Société de distribution : Haut et Court (France)
- Pays de production :  Allemagne
- Format : couleur — 2,00:1
- Genre : comédie romantique, science-fiction
- Durée : 105 minutes
- Dates de sortie :
  - Allemagne : 1er mars 2021 (Berlinale 2021), 1er juillet 2021 (sortie nationale)
  - France, Suisse romande : 22 juin 2022
  - Belgique : 29 juin 2022

## Distribution
- Maren Eggert (VF : Nolwenn Korbell ; VQ : Camille Cyr-Desmarais) : Alma
- Dan Stevens (VF : Guillaume Lebon ; VQ : Adrien Bletton) : Tom
- Karolin Oesterling (de) : Chloé
- Sandra Hüller (VF : Chloé Berthier ; VQ : Hélène Mondoux) : l'employée
- Hans Löw (de) (VF : Valéry Forestier ; VQ : Paul Sarrasin) : Julian
- Wolfgang Hübsch (VF Jean Barrier) : le père Felser
- Annika Meier (de) (VF : Sabrina Horvais-Amengual ; VQ : Julie Beauchemin) : Cora
- Falilou Seck (de) (VF : Bernard Bollet ; VQ : Tristan Harvey) : Dekan Roger
- Jürgen Tarrach (de) : Dr Stuber
- Henriette Richter-Röhl (de) : Steffi
- Monika Oschek (de) : femme du café
- Inga Busch : Regina
- Sebastian Schwarz (de) : policier
- Marlene-Sophie Haagen (de) : Jule

## Remarques
Le film prend quelques libertés sur la représentation des intelligences artificielles. Tom a en effet souvent des réactions éminemment humaines qui visent, sur le plan narratif, à susciter l'intérêt des spectateurs mais qui ne correspondent pas à la façon dont les IA fonctionnent réellement. Tom montre par exemple régulièrement, face au rejet d'Alma, des états de doute et de confusion et est en quête de validation ("tu ne me trouves pas à la hauteur ?", "tu irais mieux si tu étais plus aimable avec moi", "mais 93 % des femmes de ce pays rêvent de connaître cette expérience !"), il est également doté d'une grande spontanéité (comme en se rendant sur le lieu des vacances de jeunesse d'Alma), ce qui est typique des êtres sentients mais pas des IA.

## Accueil

### Critique
En France, le site Allociné recense une moyenne des critiques presse de 3,1⁄5.

## Distinctions
- Berlinale 2021 : Ours d'argent de la meilleure performance pour Maren Eggert[3]
- Deutscher Filmpreis 2021
  - Meilleur film
  - Meilleure réalisation
  - Meilleur scénario[réf. nécessaire]
  - Meilleure actrice pour Maren Eggert